# Elysia marginata
Elysia marginata — вид морських черевоногих молюсків родини Plakobranchidae.

## Поширення
Вид поширений в Індійському та на заході Тихого океану на схід до Гаваїв і Таїті. Мешкає на глибині до 10 метрів.

## Опис
Молюск завдовжки до 7,6 см. Має зелене тіло з чорними і кремовими плямами. У нього висока, тонка параподія з чорною та помаранчевою смужками на параподіальному краю.

## Спосіб життя
Elysia marginata мешкає на мілководді узбережних вод. Харчується зеленими ниткоподібними водоростями, такими як Bryopsis pennata. Для виду характерна клептопластія — молюск відокремлює хлоропласти з водоростей, які він поїдає, та накопичує їх по всьому тілі. Самі водорості при цьому перетравлюються. У тканинах молюска хлоропласти якийсь час фотосинтезують, і продукти фотосинтезу використовуються господарем.
Цікавою особливістю Elysia marginata є планова повна автотомія всього тіла. В певний момент молюск скидає тіло і залишається лише голова. Процес триває впродовж декількох годин. Згодом з голови відростає нове тіло. Припускають, що автотомія тіла є контрольованим механізмом для усунення паразитів, оскільки автотомії при нападі хижаків, як у деяких інших тварин, не спостерігалося.